# Julius Müller
Julius Müller, född den 10 april 1801 i Brieg, död den 27 september 1878 i Halle, var en tysk protestantisk teolog. Han var bror till Karl Otfried och Eduard Müller samt svärfar till Rudolf Kögel. 
Müller blev universitetspredikant i Göttingen 1831, professor i dogmatik i Marburg 1834 samt i Halle 1839. Bland hans dogmatiska arbeten märks främst Die christliche Lehre von der Sünde (1839; 6:e upplagan 1878), särskilt bekant genom sitt hävdande av läran om ett människans förtidliga, "intelligibla", syndafall. Därjämte kan nämnas Gesammelte dogmatische Abhandlungen (1870). 
I sin ungdom hade Müller ivrigt uppträtt mot den preussiska unionspolitiken, i vilken han, i dess dåvarande form, såg ett statens oberättigade ingrepp i kyrkans inre angelägenheter. Men i sin, främst av Neander påverkade, teologiska åskådning stod han unionsriktningen nära. Och sedan under Fredrik Vilhelm IV en omläggning skett i principerna för unionssträvandena, blev Müller en av dessas inflytelserikaste förkämpar. Han deltog i generalsynoden 1846 och utgav till unionens försvar Die erste Generalsynode der evangelischen Landeskirche Preussens und die kirchlichen Bekenntnisse (1847) och Die evangelische Union, ihr Wesen und ihr göttliches Recht (1854).